# Gartnait I
Gartnait, hijo de Girom, fue rey de los pictos entre 531 y 537.
La Crónica picta da para él un reinado de seis o siete años entre Drest IV y Cailtram.
Se indica que Gartnait fue hermano de Cailtram y que tres hijos de Girom fueron nombrados reyes sucesivamente, aunque no se afirma de forma explícita que Drest, hijo de Girom, fuera hermano de Gartnait y Cailtram.